# Церковь Христа Всеспасителя (Киров)
Церковь Христа Всеспасителя (арм. Սուրբ Քրիստոս Ամենափրկիչ եկեղեցի) — храм Армянской апостольской церкви в городе Кирове в России.
Адрес храма: Московская улица, дом 120.

## История
Строительство церкви шло с 1995 по 2003 годы на деньги армянской общины Кировской области и меценатов. Освящение церкви состоялось 13 июля 2003 года.
В 1996 году состоялась праздничная служба, которую отслужил настоятель Хосров Степанян, и которая собрала несколько сотен человек.

## Современное состояние
Каждую неделю воскресная школа при церкви принимает армянских детей.

## Галерея

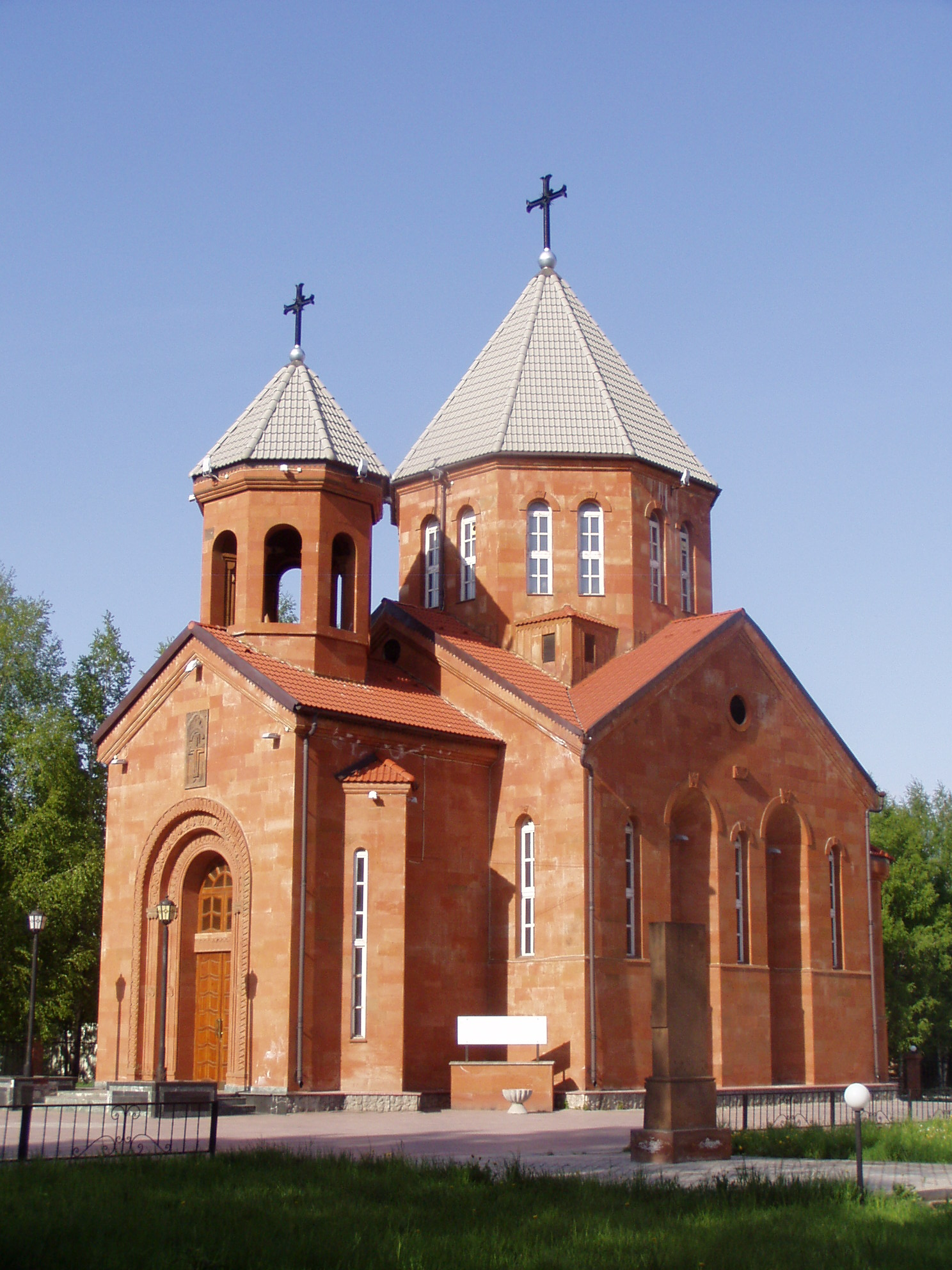
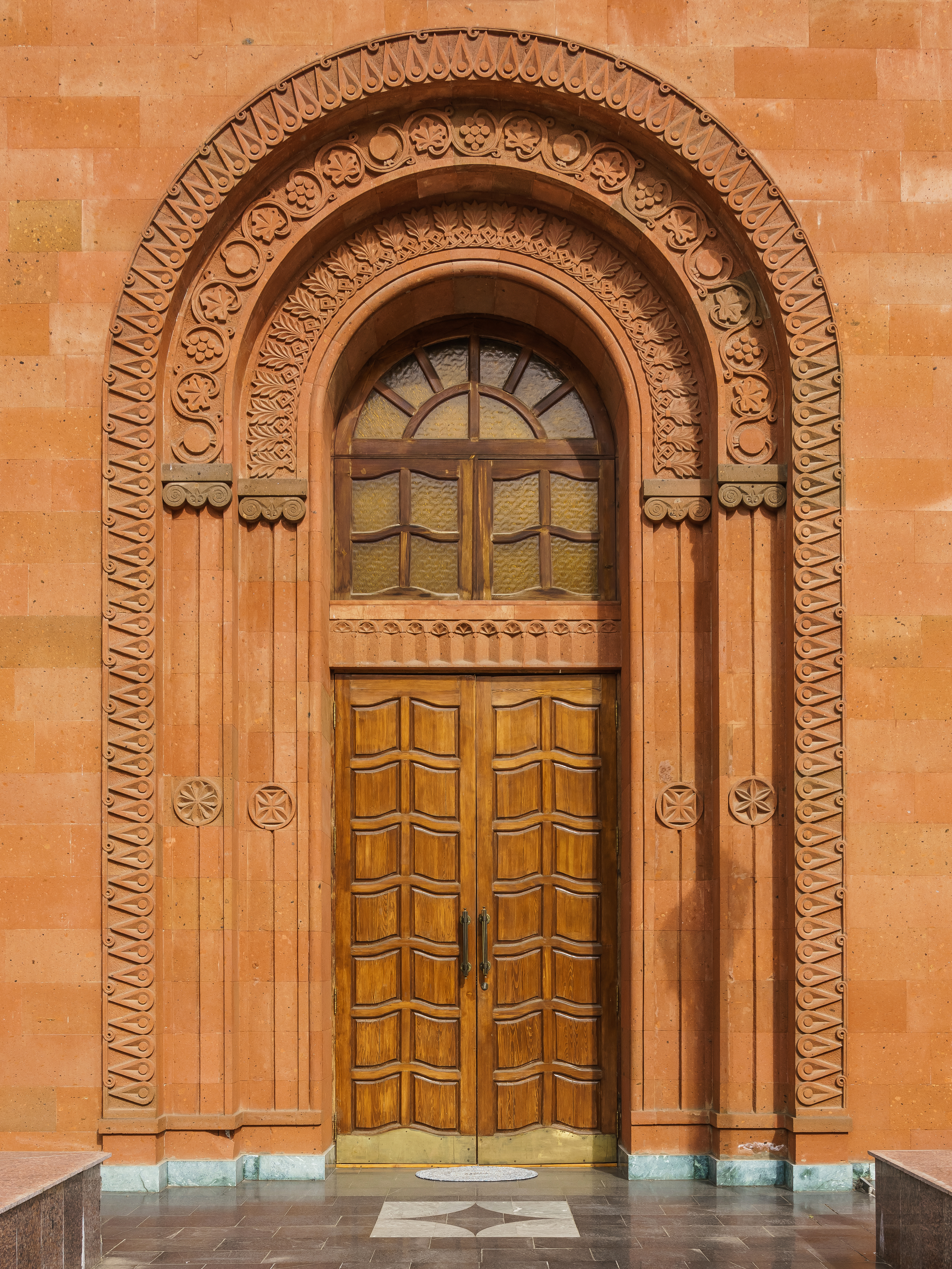
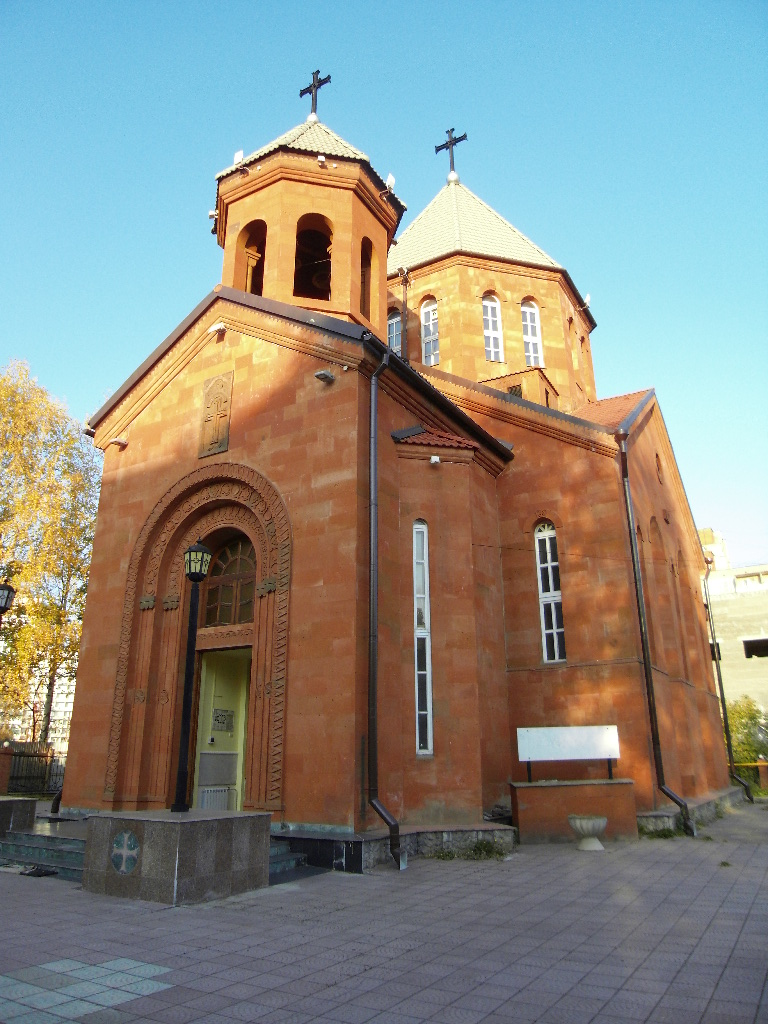